# Prometeo (Orozco)
Prometeo es un mural del pintor mexicano José Clemente Orozco, lo terminó en junio de 1930 en el refectorio del Pomona College tras tres meses de trabajo en los que Orozco vivió en el campus. En él se observa al Titán Prometeo robando el fuego a los dioses para dárselo a los humanos. El mural se sitúa sobre una chimenea en el refectorio, y tiene cuatro paneles, el mayor frente al área de comidas.
El mural se lo encargaron para la cantina de la institución el arquitecto de edificio, Sumner Spaulding, y el profesor de historia del arte y estudios hispánicos José Pijoán.
Los historiadores de arte lo suelen interpretar como una metáfora de los retos que han de enfrentar quienes quieren expandir su conocimiento. Las reacciones variadas de los personajes en torno a ese Prometeo sugerirían los costes y beneficios del desarrollo humano. Este tema podría relacionarse también con la ideología izquierdista de Orozco, y que eligiera el fuego como fondo podría relacionarse con un accidente de fuegos artificiales por el que perdió la mano a los 21 años.